# Wasserschloss Giebelstadt

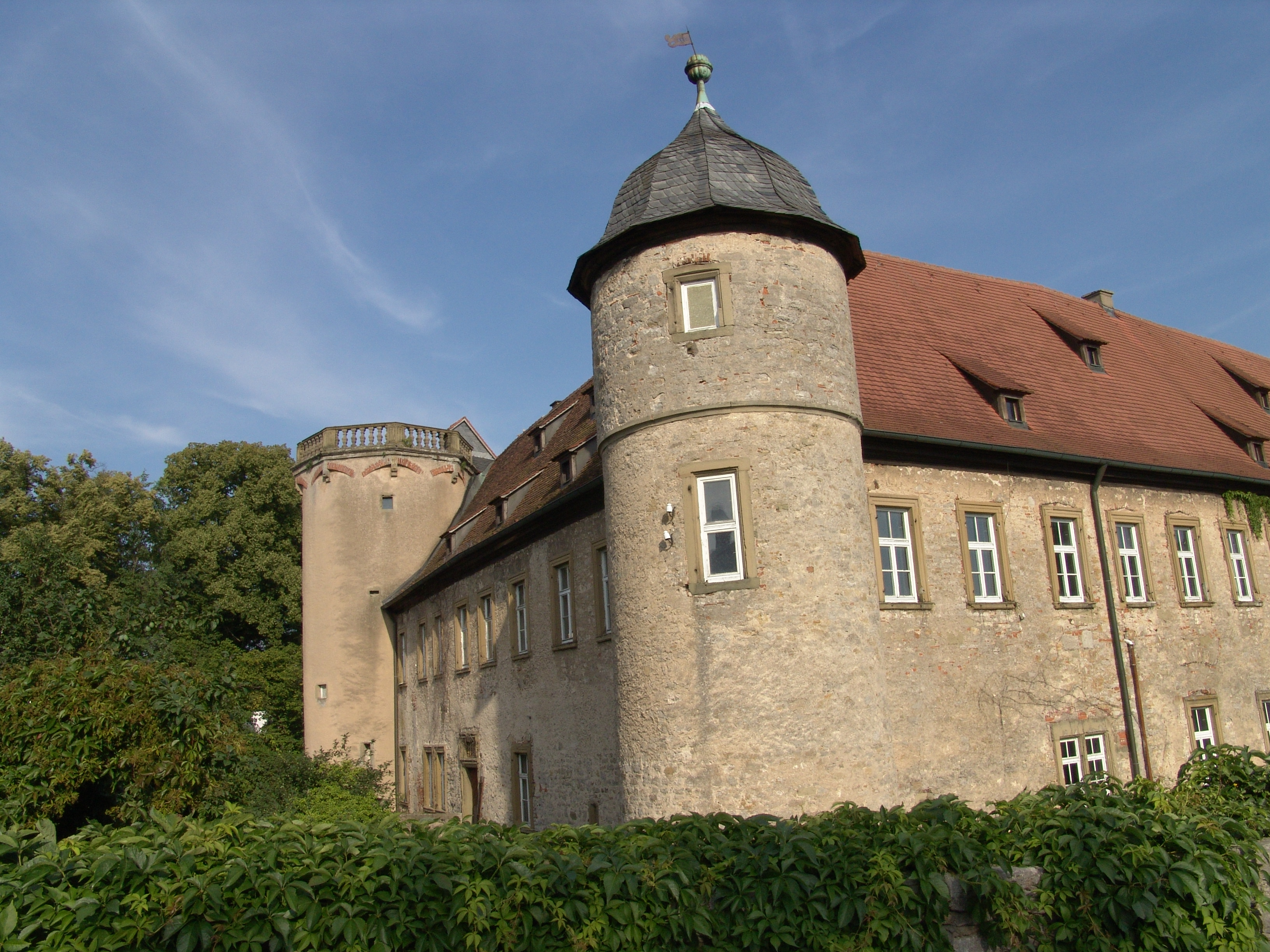
Wasserschloss in Giebelstadt

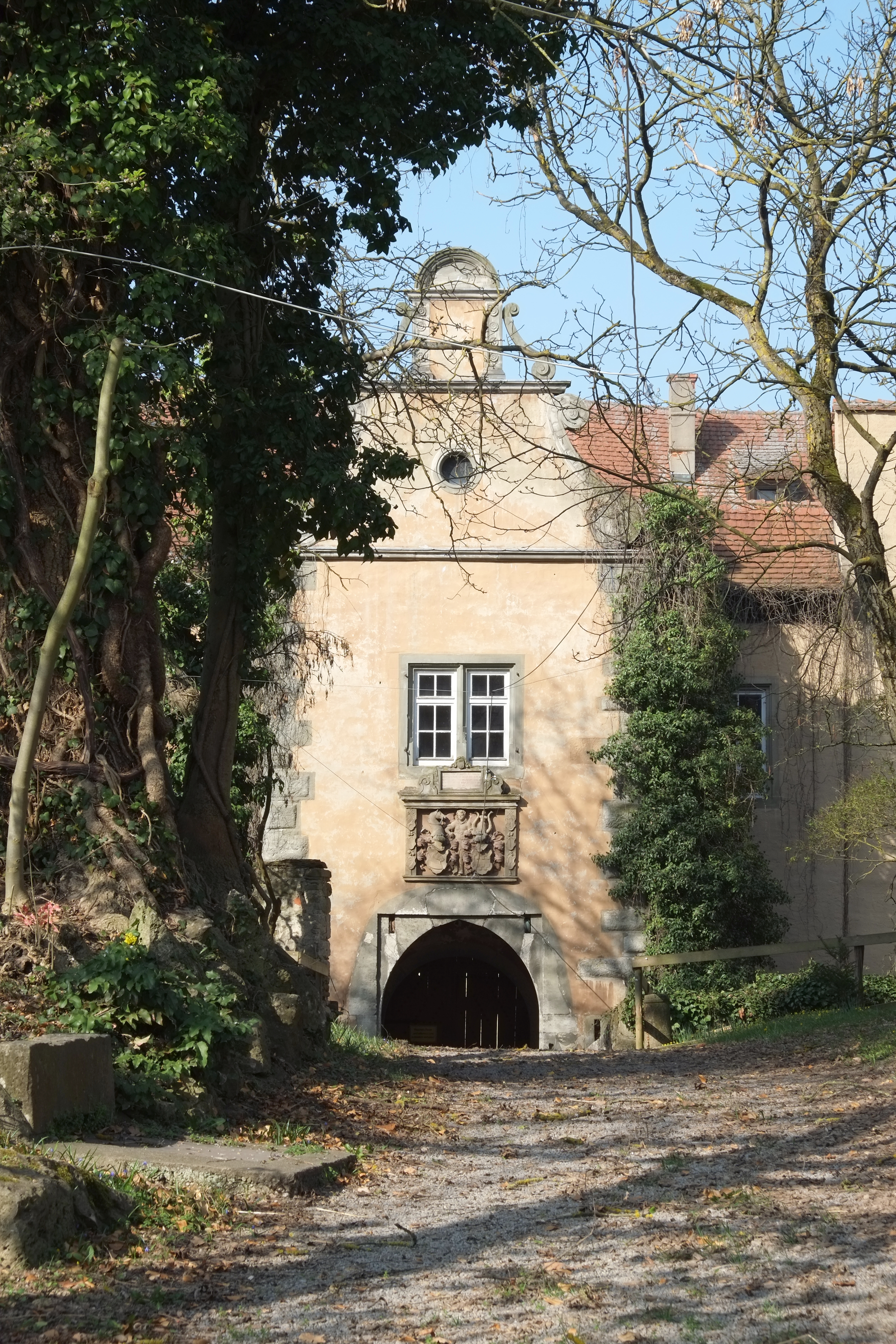
Portal mit Wappenrelief von 1545

Das Wasserschloss (auch Zobelschloss genannt) in Giebelstadt, einem Markt im unterfränkischen Landkreis Würzburg (Bayern), wurde ursprünglich im 14. Jahrhundert errichtet. Das Wasserschloss an der Mergentheimer Straße 2 ist ein geschütztes Baudenkmal.

## Beschreibung
Die für die Freiherren Zobel zu Giebelstadt errichtete zweigeschossige Vierflügelanlage mit Ecktürmen stammt im Kern aus dem 14. Jahrhundert. Nach der Zerstörung im Bauernkrieg im Jahr 1525 wurde die Anlage bis ins Jahre 1545 wieder hergerichtet. Weitere Arbeiten fanden in den Jahren 1581 bis 1585 statt. Über dem Portal des Torhauses im Renaissancestil befindet sich ein Relief mit dem Allianzwappen der Zobel/Truchseß, das von Jörg Riemenschneider stammen soll. Den Eingang zur Kapelle im Innenhof schmückt ein Allianzwappen der Zobel/Greiffenclau und den Eingang zum Treppenhaus ein Allianzwappen der Zobel/Bibra.
Im Schloss befinden sich der Ahnensaal, die Bibliothek, der Rote und der Blaue Salon, der Speisesaal und die Kapelle, die mit einem Barockaltar ausgestattet ist. Das gesamte Inventar wurde im Jahr 2002 versteigert. Das Wasserschloss steht zurzeit (2014) leer und kann nicht besichtigt werden.